# オットー・マイスナー
オットー・マイスナー（Otto Meißner, 1880年3月13日 - 1953年5月27日）は、ドイツ国の政治家、官僚。ヴァイマル共和政からナチス・ドイツの時代にかけて大統領府長官を務め、エーベルト、ヒンデンブルク、ヒトラーの三代の国家元首に仕えた。ナチス政権樹立にも一役買った。

## 経歴

### 大統領府長官
郵便局員の息子として、ドイツ帝国エルザス＝ロートリンゲン州のビッシュヴァイラー（現在のフランス領バ＝ラン県ビシュヴィレール）に生まれる。1898年から1903年まで、シュトラスブルク大学とベルリン大学で法学を学ぶ。1902年に法学博士号を取得。1903年から翌年にかけて兵役に従事し、1906年にエルザス＝ロートリンゲン州裁判所試補となる。1908年、エルザス＝ロートリンゲン及びルクセンブルク鉄道局に行政官試補として移る。1915年から1917年にかけて、第一次世界大戦に従軍。以後1919年までドイツ軍占領下にあるブカレストやキエフに駐在し、ウクライナ国政府でドイツ政府連絡官を務める。
終戦後の1919年、ヴァイマル共和政初代大統領となったフリードリヒ・エーベルトの知遇を得てその大統領府参事官に就任。翌年大統領府長官となり、1923年には政務官となった。エーベルトの死後大統領となったパウル・フォン・ヒンデンブルクの下でも同職に留任した。国防次官クルト・フォン・シュライヒャーやヒンデンブルクの息子オスカーと共に大統領に影響力を持つようになる。1929年から1930年にかけての議院内閣制崩壊にも一役買った。

### ナチス政権樹立
さらに決定的な役割を演じたのは、1932年末から1933年1月にかけての時期で、機能不全に陥ったシュライヒャー内閣の退陣と、それに代わるアドルフ・ヒトラーの首相就任に関係した。オスカー、フランツ・フォン・パーペンと共に大統領側の中心人物として、ナチス側代表のヨアヒム・フォン・リッベントロップらと折衝に当たり、個人的にも反目していたヒンデンブルクとヒトラーの接近をもたらした。
1934年のヒンデンブルクの死後、辞職を申し出たが慰留された。国家元首となったヒトラーは1935年に役所名を大統領官房と改め、職務を象徴的・儀礼的なものに限定した。1937年にマイスナーは「大臣待遇国務相、及び指導者兼ドイツ国首相の大統領官房長」に任命された。ヒトラーが自殺して役職が消滅した1945年までこの職にあったが、ナチス・ドイツ時代を通じて儀礼的・形式的な役職であり、政治的影響力はほぼ無かった。また1937年1月30日にヒトラーよりナチス党員名誉金章を授与され、同時にナチ党に入党した（党員番号3,805,235）。

### 戦後
ドイツ降伏後の1945年5月23日、マイスナーは連合国軍に逮捕され、ニュルンベルク裁判に証人として出廷させられた。1947年7月には法務次官フランツ・シュレーゲルベルガーの弁護人尋問に証人として出廷。1948年1月から1949年4月にかけてアメリカ合衆国により行われたニュルンベルク継続裁判の一つである大臣裁判では自己批判し、4月19日に無罪判決を受けた。直後にミュンヘン控訴裁判所に告訴されたが、1952年に却下されて審理は停止された。1950年に三代の元首に仕えた経験を記した回顧録を出版。なお法制やエルザス＝ロートリンゲン地方に関する著作もある。間もなくミュンヘンで死去した。
息子のハンス＝オットー・マイスナー（1909年‐1992年）は外交官となり、戦後は旅行作家として活躍した。父の活躍した1930年代に関する著作も多い。著書『アラスカ戦線』『スパイ・ゾルゲ』が邦訳されている。

## 栄典

### 外国勲章
- 1937年11月8日 - 勲一等瑞宝章[1]

## ギャラリー

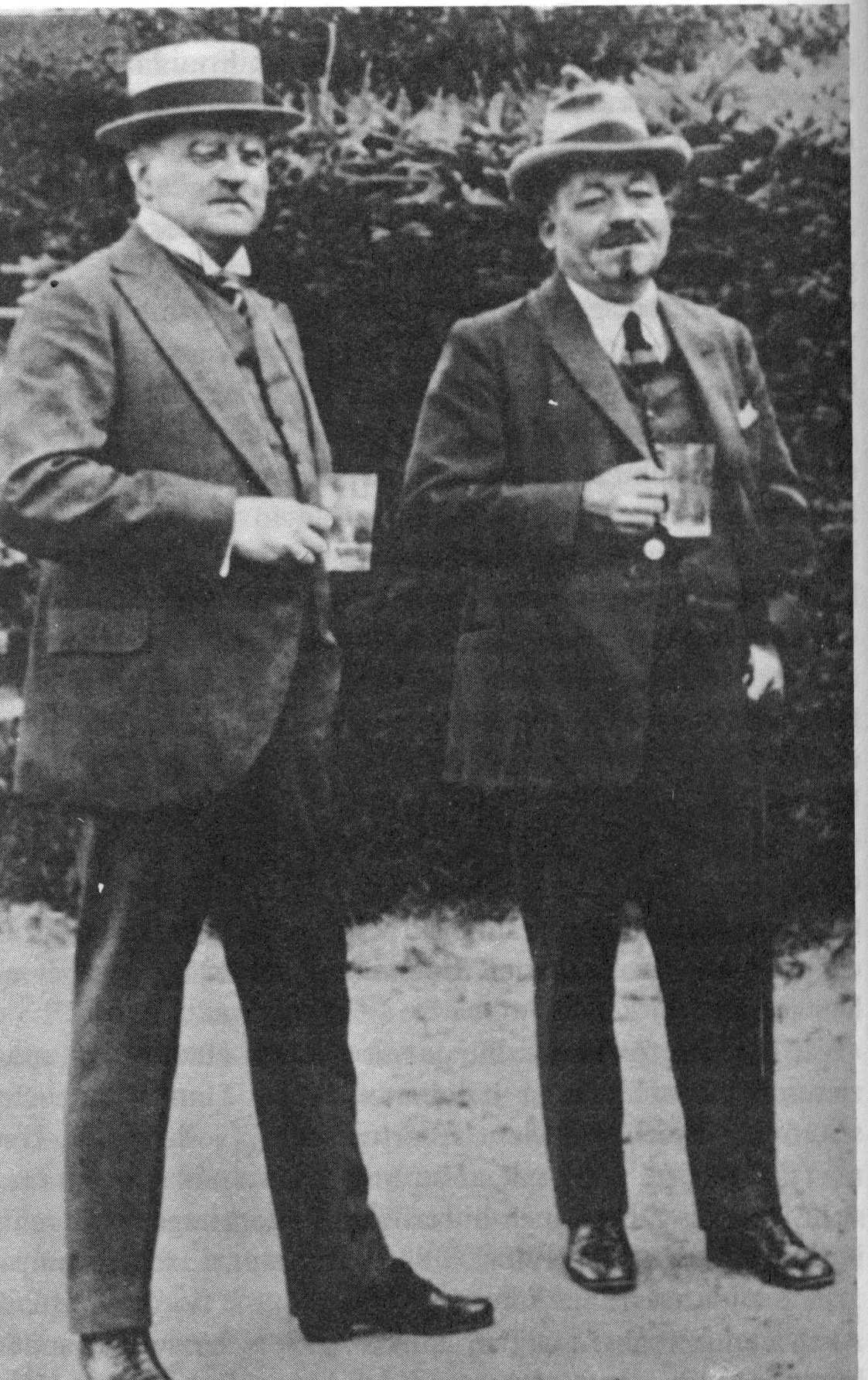
マイスナーとエーベルト、1922年
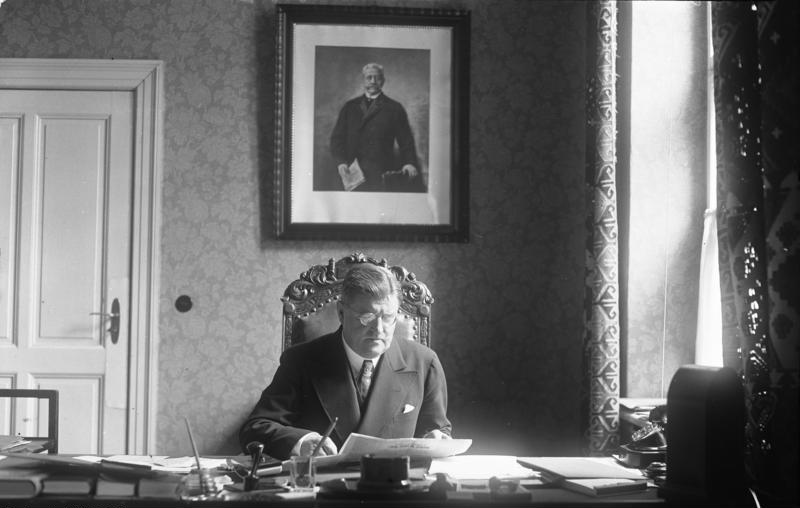
執務するマイスナー、1928年
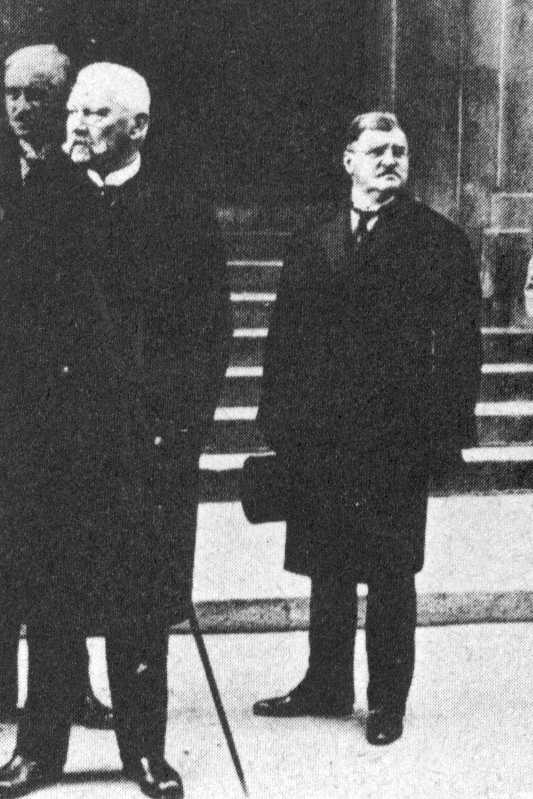
ヒンデンブルクとマイスナー、1932年
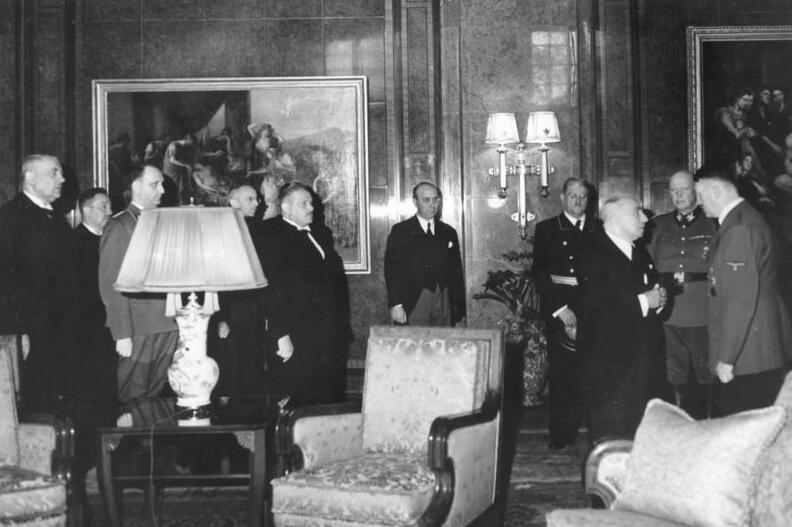
ボヘミアとモラビアの割譲をチェコスロバキア大統領エミール・ハーハに要求するヒトラー。右から3番目がハーハ。その後がマイスナー。1939年3月15日